# کلوتیلد ریس
کلوتیلد ریس (فرانسوی: Clotilde Reiss‎ زادهٔ ۳۱ ژوئیهٔ ۱۹۸۵) دانشجوی فرانسوی مؤسسهٔ علوم سیاسی لیل است که در هنگام خروج از ایران در سال ۱۳۸۸ در فرودگاه به جاسوسی متهم و دستگیر شد. او به مدت پنج ماه و به منظور پیگیری موضوع پایان‌نامهٔ دکترایش با عنوان «تاریخ و جغرافی در مدارس و کتاب‌های آموزشی ایران پس از انقلاب ۱۳۵۷» به اصفهان سفر کرده بود. وی در این مدت همچنین به تدریس زبان فرانسه در دانشگاه صنعتی اصفهان مشغول بوده‌است. او از کودکی به زبان فارسی تسلط داشته‌است. دولت فرانسه سفیر ایران را در اعتراض به این موضوع احضار کرد.
او در مرداد ۱۳۸۸ با سپردن وثیقه آزاد شد و تا هنگام صدور حکم دادگاه در سفارت فرانسه در تهران اقامت داشت.

## میانجی‌گری رؤسای جمهور سوریه و سنگال
کلوتیلد ریس پس از سفر بشار اسد رئیس‌جمهور سوریه به ایران آزاد و به سفارت فرانسه منتقل شد. برخی رسانه‌های عربی و غربی یکی از دلایل سفر بشار اسد به ایران را میانجی‌گری برای آزادی او اعلام کرده‌بودند. وزارت امور خارجهٔ فرانسه هم پس از آزادی او اعلام کرد تماس نیکلا سارکوزی، رئیس‌جمهوری فرانسه با بشار اسد، همتای سوری خود و تماس برنار کوشنر، وزیر امورخارجهٔ فرانسه با ولید المعلم همتای سوری خود از تلاش‌های پاریس برای کسب آزادی کلوتیلد ریس بوده‌است.
در ۲۲ اکتبر عبدالله واده رئیس‌جمهور سنگال در بازگشت خود از ایران اعلام کرد که در صورت آزادی دو زندانی ایرانی در فرانسه، ایران آماده‌است با خروج کلوتیلد ریس از این کشور موافقت کند. اما برنار کوشنر وزیر خارجهٔ فرانسه این پیشنهاد را شرم‌آور و غیرقابل قبول دانست

## آزادی و خروج از ایران
کلوتیلد ریس پس از اجازهٔ مقام‌های قضایی ایران، تهران را به مقصد پاریس ترک کرد. نیکلا سرکوزی به محض ورود خانم ریس به پاریس، در کاخ الیزه به استقبال وی و خانواده‌اش رفت مارتین اوبری دبیر اول حزب سوسیالیست فرانسه، ضمن ابراز خوشحالی حزب سوسیالیست از آزادی ریس اعلام کرد که این حزب به هزاران زندانی ایرانی مخالف دولت و خانواده‌های سوگوار کشته‌شدگان جنبش اعتراضی ایران می‌اندیشد.

## اعتراف‌ها
فردای آزادی ریس، یکی از مقامات سابق سازمان اطلاعات فرانسه به نام پیِر سیرامی اظهار داشت که کلوتیلد ریس اطلاعاتی را در مورد وضعیت ایران جمع‌آوری می‌کرده و با مأمور این سازمان در ارتباط بوده ولی جاسوس نبوده‌است.
کلوتیلد ریس گفته که پس از یک دوره کارآموزی نزد «سازمان انرژی اتمی فرانسه»، که پدرش کارمند آن است، «گزارش کوتاهی» از «ایران» تهیه و ارسال کرده.

## حدس و گمان در مورد دلایل آزادی
آزادی وی همزمان با آزادی دو زندانی ایرانی در فرانسه بود؛ علی وکیلی‌راد متهم به قتل شاپور بختیار و مجید کاکاوند متهم به همکاری بازرگانی تسلیحاتی با ایران. به همین جهت بسیاری، از جمله احزاب اپوزیسیون دولت فرانسه، آن را «مبادله» و «معاوضه» نامیدند، اما مقامات دو کشور این موضوع را تکذیب کردند، اگرچه پیشنهاد مبادله این زندانیان را پیش از آن رئیس‌جمهور سنگال هم از سوی ایران مطرح کرده بود. وبگاه دیپلماسی ایرانی هم از میانجی‌گری حمد آل ثانی، امیر قطر، در این «تبادل زندانیان» خبر داده بود.